# Polystichum tsus-simense
Polystichum tsus-simense là một loài thực vật có mạch trong họ Dryopteridaceae. Loài này được (Hook.) H. Christ miêu tả khoa học đầu tiên năm 1905.